# Liya Petrova
Pour les articles homonymes, voir Petrova.
 (juillet 2025).
Si vous disposez d'ouvrages ou d'articles de référence ou si vous connaissez des sites web de qualité traitant du thème abordé ici, merci de compléter l'article en donnant les références utiles à sa vérifiabilité et en les liant à la section « Notes et références ».
Liya Petrova est une violoniste soliste bulgare née en 1990 à Sofia, vivant à Paris.

## Biographie

### Formation et débuts
Née en Bulgarie, Liya Petrova a bénéficié de l’enseignement d’Augustin Dumay à la Chapelle musicale Reine Élisabeth, d’Antje Weithaas à la Hochschule für Musik Hans Eisler de Berlin et de Renaud Capuçon à la Haute École de musique de Lausanne.
Elle est révélée sur la scène internationale lorsqu’elle remporte le premier prix au concours international de violon Carl Nielsen au Danemark en 2016.

### Carrière
(juillet 2025).
Liya Petrova est l’invitée de nombreux orchestres tels que l’Orchestre de Paris, l’Orchestre Philharmonique de Radio France, l’Orchestre Philharmonique de la Radio Néerlandaise, le Royal Philharmonic Orchestra de Londres, l’Orchestre National de Lyon, l’Orchestre Philharmonique du Luxembourg, le BBC National Orchestra of Wales, le China National Symphony Orchestra, l’Orchestre National de Hongrie, le Bournemouth Symphony Orchestra, le Brussels Philharmonic, l’Orchestre National de Bordeaux-Aquitaine, l’Orchestre Philharmonique de Strasbourg, le Symfonieorkest Vlaanderen, la Philharmonie ZuidNederland, l’Orchestre National de Belgique, la Staatskapelle de Weimar, le Tokyo Philharmonic sous la baguette de chefs tels que Stanislav Kochanovsky, Elim Chan, Duncan Ward, Tan Dun, Aziz Shokhakimov, Michael Schonwandt, Michael Sanderling, Martyn Brabbins, Nil Venditti, Kirill Karabits, Martijn Dendievel, Alexander Liebreich, Krzysztof Penderecki, Nikolaj Szeps-Znaider, Diego Fasolis, Jan Willem de Vriend, Yan Tortelier, Xian Zhang, Kristiina Poska, Christopher Warren-Green, Ariane Matiakh, Jesús López Cobos.
En musique de chambre, elle joue régulièrement avec les pianistes Alexandre Kantorow, Beatrice Rana, Pavel Kolesnikov, Eric Le Sage ou Adam Laloum ou les violoncellistes Pablo Ferrandez, Aurélien Pascal et Victor Julien-Laferrière. Elle a collaboré par ailleurs avec Martha Argerich, Yuja Wang , Emmanuel Pahud, Paul Meyer, Renaud Capuçon, Augustin Dumay , Yuri Bashmet, Antoine Tamestit, Mischa Maisky, Gautier Capuçon ou Pablo Ferrandez.
Elle est invitée à se produire au sein de festivals tels que le festival de Mecklenburg-Vorpommern, Rheingau Musik Festival, Ludwigsburger Schlossfestspiele, Festival de Saint-Denis, Festival de Radio France Montpellier, Festival de la Roque d’Anthéron, Festival de Menton, Fêtes Musicales en Touraine à la Grange de Meslay, Festival de Pâques d’Aix en Provence ou les Rencontres Musicales d’Evian.

### Enregistrements et créations
Elle enregistre depuis 2020 pour le label Mirare. 
Au printemps 2023, elle présente Momentum 1, premier volet d’une double collaboration avec le Royal Philharmonic Orchestra de Londres sous la direction de Duncan Ward contenant le concerto pour violon de Walton et la sonate de Respighi avec le pianiste Adam Laloum. Cet album reçoit un excellent accueil critique ; il est notamment distingué par un « Editor’s Choice » de Gramophone ainsi qu’un « Orchestral Choice  » du BBC Music Magazine. Il est précédé de deux enregistrements pour Mirare : un album de sonates de Beethoven, Barber et Britten avec le pianiste Boris Kusnetzow puis un deuxième disque présentant le concerto de Beethoven et le 7e concerto Mozart, dirigés par Jean-Jacques Kantorow à la tête du Sinfonia Varsovia. Avant cela, elle avait enregistré le concerto de Nielsen et le premier concerto de Prokofiev avec l’orchestre symphonique d’Odense et Kristiina Poska pour Orchid Classics.
Au printemps 2020, alors que le monde est encore confiné, elle lance à Paris la Musikfest parisienne à la salle Cortot. Le festival connaît chaque année un grand succès.
En 2022, elle crée avec ses amis Alexandre Kantorow et Aurélien Pascal les Rencontres musicales de Nîmes dont le trio assure la direction artistique.
À l’automne 2024, elle crée, avec l’orchestre de Pau Pays de Béarn et son directeur musical Fayçal Karoui, Cansos, concerto pour violon de Philippe Hersant qui lui est dédié.

### Violon
Liya Petrova joue le Rovelli (1742), grâce au soutien d’un mécène privé, et le Consolo (1733), grâce au soutien de l’État bulgare, violons fabriqués à Crémone par Guarneri del Gesù.

## Distinctions
- Concours international Tibor Varga (Sion)
- Concours international Louis Spohr (Weimar)
- Concours international Vaclav Huml (Zagreb)
- 2015 : prix spécial du Deutscher Musikwettbewerb[1]
- 2016 : Premier prix de violon au Concours international de musique Carl Nielsen (en), Danemark[2]

## Discographie
- 2013 : Concerto pour violon de Saint-Saëns, Introduction et Rondo Capriccioso, Outher Music / Zig Zag Territoires
- 2018 : Liya Petrova, Kristina Poska - Prokofiev - Nielsen, Orchid Classics
- 2020 : Liya Petrova, Boris Kuznezow - Beethoven - Britten - Barber, Mirare
- 2021 : Liya Petrova, Jean-Jacques Kantorow - Beethoven - Mozart, Violin concertos in D, Mirare
- 2023 : Liya Petrova, Royal Philharmonic Orchestra, Duncan ward, Adam Laloum - Walton concerto, Respighi sonata, Mirare